# 梁紀昌
梁紀昌，MH（1955年2月27日—），香港教育工作者，鮮魚行學校退休校長。

## 背景
梁紀昌的父親於黃埔船塢任職雜工，在梁13歲時離世。梁紀昌先居於紅磡山谷道邨，再遷居機利士路和黃埔街的板間房，因得到姑媽接濟而搬到其位於土瓜灣美景樓的寓所家居，有1妹3弟，他在1967年畢業於嘉林邊道天主教斯德望英文書院小學部，同年因未能參與升中試而入讀私立中學九龍城太子道私校聖本篤英文書院，未幾轉到慈幼英文學校（在校時於校內陸運會取得擲標槍項目第三名和擲鐵餅項目第二名成績），及至中三時轉讀資助學校北角協同中學，與李居明為同學。梁紀昌後於1972年香港中學會考中考獲 2B4D 成績，本獲中華基督教會銘基書院取錄入讀預科，惟因家貧需要半工讀而改到天主教培聖中學就讀預科（1973年中六），同期一邊從事清潔打蠟工作，晚間則在東南無線電專科學校修讀無線電工程實物函授課程。其後於1973年香港高等程度會考中考獲中國歷史科A級成績，並考入葛量洪師範學院（現今香港教育大學，教育學院前身）。
1976年從葛量洪師範學院畢業後，他曾任職九龍船塢紀念學校教師，1982年轉職教育署，先後任輔導組督學主任及發展主任，期間於1998年修畢香港公開進修學院教育榮譽學士（小學教育）學位。直至21年後，梁紀昌於2002年離任，自願到邊緣學校鮮魚行學校擔任校長。根據1/9/2014蘋果日報報導，梁紀昌校長表示他在2015年9月退休。由於他不想干預新校長管理學校方式，所以退休後三年內不問校政，也不擔任鮮魚行校董會、校監等職位，但他仍會支持學校有喜慶事宜等活動。退休三年後，如鮮魚行學校邀請他加入校董會、校監等職位，他才會考慮。

## 鮮魚行學校
2004年初，鮮魚行學校被教統局根據政策「殺校」（停辦），並命令停止錄取小一學生，事件為傳媒廣泛報導，梁紀昌組織全校師生，以上街遊行、舉辦家長聲討大會、到街市籌款等高調手法抗議政府的決定。這些行動引起傳媒注意並獲廣泛報導。2004年中，該校獲教統局安排「特別視學」，報告建議保留該校，教統局收回「殺校」決定。梁紀昌背後「軍師」為北角官立小學上午校前校長何國鏇。梁紀昌亦曾撰寫著作記述個人經歷及保護學校的過程。
2007年3月9日，鮮魚行學校因自行收生不足23人，再接獲教統局下學年停辦小一的通知，辦學團體決定放棄其他救校方案。後來，該校最終收錄足夠的小一新生，教統局重新資助該校的小一課程，毋須私辦。

## 政治參與
梁紀昌向來敢言，在教育議題上不時發聲，如興德學校校政風波、批評全港性系統評估（TSA）政策等。
在政治立場上，梁紀昌則被指親建制派，如曾被委任為親建制智庫組織團結香港基金之顧問，加入前建制組織教聯會主席蔡若蓮擔任發起人的香港教師夢想基金成為評審委員。梁紀昌又曾在電台節目中批評學生在參與佔領運動（雨傘革命）缺乏智謀，更指責發起人之一戴耀廷的「無畏無懼」、「違法達義」等口號，質問其有否叫子女去「擲磚」及衝擊政府，更呼籲年輕人不要再信戴耀廷。卻被媒體及網民指斥其將佔領運動與2016年農曆新年旺角騷亂混淆
。
2016年，梁紀昌又加入由全國人大常委范徐麗泰牽頭成立的勵進教育中心擔任理事一職，推動中史及國情教育，明言在香港生活就要認同自己是中國人、中華民族，指中國人外遊陋習需理解為「（發展）過程」，又以1970年代日本人隨地小便，1980年代香港人去菲律賓旅行搶食自助餐，1990年代香港人往深圳、廣州購物消費，反證各種外遊醜態乃平常事。此說法惹起廣泛爭議。
此外，梁紀昌在推廣中史及國情教育時，當中描述港英政府殖民時期歷史，只提八國聯軍、英法聯軍、鴉片戰爭，偏偏卻省卻近代史中的國共內戰、抗日戰爭、六四事件等，被指刻意迴避、洗腦及帶政治目的。梁紀昌辯稱是為了減少拗撬，並交由年輕人自己去發掘。
梁紀昌向來推崇普通話，並大力支持普教中政策。2018年2月梁紀昌在親建制媒體港人講地的一次專訪時引清朝和珅獲得乾隆皇帝寵信作例子，指和珅的成功因其懂得漢文、滿文、蒙古文等多種語言。又表示，當前中國在世界之影響力日盛，甚至以普通話有助回中國大陸工作或去外國溝通，並呼籲大專生放低成見。然而，坊間反應卻指和珅乃清代著名貪官，斂財情況比清政府國庫收入更多，乾隆之子嘉慶皇帝在其父死後迅將和珅革職入獄賜死。
梁紀昌主張在香港生活的就要認同自己是「中國人」，然而其女兒梁凱琪卻被揭發被父親刻意安排於中學會考後離港升學，在英國讀書，其後成為會計師，並在當地落地生根、生兒育女。此舉與梁紀昌本身聲稱的「中國人」立場相背，被網民狠批其形象虛偽。

## 個人生活
梁紀昌已婚，妻子退休教師，有一女兒梁凱琪，在英國全任職會計師。

## 著作
- 《校長爸爸》 經要文化 ISBN 9628863010

## 電視節目
- 《霎時感動》
- 《ATV2012感動香港人物推選》

## 資料來源
1. ↑  . 香港商業電台. 2015-07-07  [2019-11-14].
2. ↑  . 評台. 2015-08-03  [2019-11-14]. （原始内容存档于2017-12-07）.
3. ↑  天主教培聖中學. . 2023-06-26  [2024-01-14].
4. 1 2 3  . 《明報周刊》 第2442期. 2016-12-01  [2024-01-14]. （原始内容存档于2024-01-14）.
5. 1 2 3 4 5 6 7 8 9 10 11 12 13 14 15 16 17 18  . 壹周刊 1097期. 2011-03-17  [2024-01-14]. （原始内容存档于2011-04-20）.
6. ↑  . 華僑日報. 1968-02-22: 8  [2024-01-14].
7. 1 2  「牙擦」軍師救活鮮魚 （页面存档备份，存于） 明報，2009年2月4日
8. 1 2  《香港百人》上冊 （页面存档备份，存于）亞洲電視 2012
9. ↑  . 香港教育大學. 2013-09-12  [2024-01-14]. （原始内容存档于2024-01-14）.
10. ↑   (PDF). 公開大學通訊 第24卷 第2期. 香港公開大學. 2015-06  [2024-01-14]. （原始内容存档 (PDF)于2024-01-14）.
11. 1 2  湊孫為樂　不問校政三年[]蘋果日報 2014年9月1日
12. ↑  . now新聞台. 2017年8月10日  [2018-04-12]. （原始内容存档于2021-09-14）.
13. ↑  . 《蘋果日報》. 2015-11-03  [2018-04-12]. （原始内容存档于2018-04-12）.
14. ↑  . 852郵報. 2014-11-16  [2018-04-12]. （原始内容存档于2019-12-09）.
15. ↑   (PDF). 《教聯報》第72期. 2015-10-05  [2018-04-12]. （原始内容存档 (PDF)于2018-05-09）.
16. ↑  . 港人港地. 2017年8月19日  [2018-04-12].
17. ↑  . 《蘋果日報》. 2017-08-24  [2018-04-12]. （原始内容存档于2018-04-12）.
18. ↑  . 《明報》. 2016年3月28日  [2018-04-12]. （原始内容存档于2018-04-12）.
19. ↑  . 《明報》. 2016年3月28日  [2018-04-12]. （原始内容存档于2018-04-12）.
20. ↑  . 《明報》. 2018年2月4日  [2018-04-12]. （原始内容存档于2018-04-12）.
21. ↑  . D100《風波裡的茶杯》. 2018年2月5日  [2018-04-12].
22. ↑  . 線報. 2016-03-28  [2018-04-12]. （原始内容存档于2018-04-12）.
23. ↑  . 謎米新聞. 2016-03-29  [2018-04-12]. （原始内容存档于2018-04-12）.
24. ↑  . 《東周刊》. 2014-02-19  [2018-04-12]. （原始内容存档于2018-04-12）.
25. ↑  . 本土新聞. 2016-03-29  [2018-04-12]. （原始内容存档于2021-06-29）.